# پلاتنهاوزنریگل
پلاتنهاوزنریگل (به آلمانی: Plattenhausenriegel) یک کوه در آلمان است که در بایرن واقع شده‌است. پلاتنهاوزنریگل ۱٬۳۷۲ متر بالاتر از سطح دریا واقع شده‌است.